# El Bongo
El Bongo è un comune (corregimiento) della Repubblica di Panama situato nel distretto di Bugaba, provincia di Chiriquí. Si estende su una superficie di 42 km² e conta una popolazione di 1.448 abitanti (censimento 2010).  